# Собицька сільська рада
Со́бицька сільська́ ра́да — колишній орган місцевого самоврядування в Шосткинському районі Сумської області. Адміністративний центр — село Собич.

## Загальні відомості
- Населення ради: 1 412 особи (станом на 2001 рік)

## Населені пункти
Сільській раді підпорядковані населені пункти:
- с. Собич
- с. Лісне

## Склад ради
Рада складається з 14 депутатів та голови.
- Голова ради: Іллєнко Раїса Михайлівна
- Секретар ради: Дюндік Любов Олексіївна

### Керівний склад попередніх скликань
| Прізвище, ім'я, по батькові | Основні відомості                                                               | Дата обрання | Дата звільнення |
| --------------------------- | ------------------------------------------------------------------------------- | ------------ | --------------- |
| Іллєнко Раїса Михайлівна    | Сільський голова, 1959 року народження, освіта середня спеціальна, позапартійна | 26.03.2006   | 31.10.2010      |
| Іллєнко Раїса Михайлівна    | Сільський голова, 1959 року народження, освіта середня спеціальна, позапартійна | 31.10.2010   |                 |

Примітка: таблиця складена за даними сайту Верховної Ради України

## Населення
Згідно з переписом УРСР 1989 року чисельність наявного населення сільської ради становила 1728 осіб, з яких 757 чоловіків та 971 жінка.
За переписом населення України 2001 року в сільській раді мешкало 1405 осіб.

### Мова
Розподіл населення за рідною мовою за даними перепису 2001 року:
| Мова       | Відсоток |
| ---------- | -------- |
| українська | 97,17 %  |
| російська  | 2,12 %   |
| білоруська | 0,35 %   |
| циганська  | 0,35 %   |